# Jacques Pirenne
Jacquesn Philippe Pirenne (Gand, 26 giugno 1891 – Hierges, 7 settembre 1972) è stato un egittologo e storico del diritto belga.

## Biografia
Secondogenito di Jenny Vanderhaeghen e del medievista Henri Pirenne, studiò storia e diritto all'università della natia Gand, dove fu allievo di Joseph Bidez, Franz Cumont, Paul Fredericq e del padre. Allo scoppio della prima guerra mondiale si arruolò volontariamente e, al contrario del fratello minore Pierre, sopravvisse al conflitto, riuscendo anche a laurearsi durante un congedo. L'esperienza bellica ispirò il suo primo libro, Les Vainqueurs de l'Yser, pubblicato nel 1916 con prefazioni scritte da Émile Verhaeren ed Emile Vandervelde. Nel 1915 intanto si era sposato a Neuilly-sur-Seine con Adrienne Van Lancker, da cui ebbe i figli Pierre e Jacques-Henri.
Al termine della Grande Guerra si iscrisse all'albo degli avvocati e cominciò a praticare l'attività forense a Bruxelles come tirocinante di Paul Hymans; abbandonò la carriera legale nel 1921 dopo aver ottenuto la cattedra di storia del diritto all'ateneo della capitale. Così come il padre, era un convinto sostenitore del bilinguismo nelle Fiandre e perorò la causa entrando in politica. Nel 1920 entrò a far parte del Comité de Politique Nationale e l'anno successivo fu tra i fondatori del Parti national populaire, che ebbe vita breve. Si candidò senza successo alle elezioni del 1921 e tre anni più tardi abbandonò la vita politica. Il suo sogno di un'università francofona a Gand fallì ed entro il 1930 l'olandese era l'unica lingua parlata nella sua alma mater. La sua fallimentare carriera politica gli costò anche la stima di Alberto I, che lo licenziò dal suo ruolo di precettore del figlio Leopoldo nel 1924.
Nel periodo tra le due guerre mondiali i suoi studi si concentrarono prevalentemente sulla storia del diritto e delle religiosi nell'Antico Egitto. Membro dell'Association égyptologique Reine Élisabeth, fu tra i fondatori dell'Institut de philologie et d'histoire orientales et slaves (1931), della Société Jean Bodin pour l'histoire comparée des institutions (1934) e degli Archives d'histoire du droit oriental (1937), nonché presidente della Société royale belge d'études orientales.
Dopo l'invasione tedesca del Belgio, fuggì in Francia, trasferendosi prima a Poitiers, poi a Beynac e infine a Grenoble, dove iniziò a insegnare nell'università locale. Le sue opinioni anglofile lo costrinsero alla fuga del regime di Vichy e Pirenne ripiegò in Svizzera, dove fu assunto dall'Università di Ginevra nel luglio 1941. Fu proprio a Ginevra che scrisse e pubblicò il primo volume del suo capolavoro, Les Grands Courants de l'histoire universale. Dopo la liberazione di Bruxelles, tornò in patria e assunse la carica di rettore del dipartimento di Lettere e Filosofia dell'Université libre de Bruxelles.
Il sostegno al suo ex studente Leopoldo III durante la questione reale gli valse la nomina a segretario del re nell'agosto 1945. Nel 1951 fu eletto membro dell'Accademia reale di scienze, lettere e belle arti del Belgio, mentre tra il 1961 e il 1963 scrisse una Storia della Civiltà dell'Antico Egitto in tre volumi, che gli valse una candidatura al Premio Nobel per la letteratura nel 1964.

## Opere tradotte in italiano
- Storia della Civiltà dell'Antico Egitto, vol. 1-3, 1968.
- Storia Universale, vol. 1-7, Edizioni Sansone, 1972.